# Iskorjenjivanje poliomijelitisa
Iskorjenjivanje dječje paralize (poliomijelitisa, polia) označuje javnozdravstvene napore da se eliminiraju svi slučajevi poliomijelitisa (polija) širom svijeta, koji su se počeli provoditi od 1988. pod vodstvom Svjetske zdravstvene organizacije (SZO), UNICEF-a i zaklade Rotaryja te su doveli do smanjenja broja godišnje dijagnosticiranih slučajeva od stotina tisuća na 291 slučaj 2012. godine, što je smanjenje od 99,9 %. Od triju tipova polija posljednji zabilježeni divlji slučaj tipa 2 bio je 1999. godine. Posljednji zabilježeni slučaj tipa 3 bio je 11. studenoga 2012. godine. Svi prijavljeni slučajevi od 11. studenoga 2012. pripadali su tipu 1. Ako polio bude sljedeća uspješno iskorijenjena bolest, to će biti tek treći put da se to do sada uspjelo postići, poslije iskorjenjenja velikih boginja i goveđe kuge. Cilj iskorjenjenja polija širom svijeta privukao je veliku međunarodnu i medijsku pozornost, no kako je od 2001. napredak u smanjenju broja slučajeva bio pogrešan procijenjen, napori da se ukloni posljednjih 1 % opisivani su "kao pokušaj stiskanja Jell-O-a nasmrt". No stope incidencije bolesti dramatično su smanjenje 2011. godine, a poslije opetovanog velikog smanjenja 2012. godine nade za eliminaciju polija ponovo su potaknute. Indija je najveća zemlja koja je uspješno zaustavila transmisiju polija.

## Napredak

### 2014.
Dana 27. ožujka 2014. Svjetska zdravstvena organizacija izvijestila je o iskorjenjenju poliomijelitisa na području jugozapadne Azije koje po SZO-u obuhvaća jedanaest zemalja: Bangladeš, Kraljevina Butan, Sjevernu Koreju, Indiju, Indoneziju, Maldive, Mianmar, Nepal, Šri Lanku, Tajland i Istočni Timor. S ovim područjem udio svjetskog stanovništva koje živi u područjima bez polija dosegao je 80 %. Posljednji slučaj divljeg polija na području jugoistočne Azije prijavljen je u Indiji 13. siječnja 2011.

## Više informacija
- iskorjenjivanje zaraznih bolesti
- populacijsko zdravlje
- matematičko modeliranje infektivne bolesti
- rizici i stope transmisije
- Završni inč

## Vanjske poveznice
- Globalno iskorjenjivanje dječje paralize
- Rotary International: PolioPlus  Arhivirana inačica izvorne stranice od 19. kolovoza 2013. (Wayback Machine)
- kratak video: Borba protiv dječje paralize na indijskim ulicama katoličke službe za pomoć